# Burg Hermülheim
Die Burg Hermülheim war eine mittelalterliche, zweiteilige Wasserburg im Stadtteil Hermülheim der Stadt Hürth im Rhein-Erft-Kreis bei Köln.

## Lage
Das Dorf Hermülheim entstand an der früheren von der Eifel nach Köln führenden römischen Wasserleitung und des späteren künstlichen Wasserlaufs des Duffesbachs.
Die Burg lag an der Sammelstelle der Vorgängerwasserleitungen, die die von den Römern gefassten Quellen am nahen Villerand, den Römischen Wasserleitungen in Hürth, zusammen mit der späteren Eifelwasserleitung in das römische Köln führte. Die Sammelstelle konnte bisher nicht nachgewiesen werden.

## Geschichte
Zum Schutz der Sammelstelle und der Leitung gab es wohl mit Sonderrechten ausgestattete Grundherren. Nach dem Verfall der Leitung wurde am Ausgang des Hürther Tälchens, aus dem das meiste Wasser kam, eine Mühle errichtet, nach der die Siedlung zwischen Mühle und Burg ihren Namen bekam. Die Burgherren waren, benannt nach dem Ortsnamen, de Molenhem/de Mulenheim, von Rizemolheim/von Richemülnheim. Urkundlich erwähnt wurde 1166 Rizo de Mulenheim, der Ministeriale des Erzbischofs von Köln war.
Der Deutsche Orden erwarb 1256 die Herrlichkeit Hermülheim mit der Burg vom Sohn des Ritters Wilhelm von Richzemulenheim, Dietrich von Richzemulenheim, im Tausch gegen einen Hof zu Erp.

Getauscht wurde der Hof mit seinen baulichen Anlagen, zusammen mit den Zehnten mit der Kirche, einer Rente, 271 Morgen Ackerland, 50 Morgen Wald, 4 Morgen Weingarten, einem Fischteich mit Wiesen und der Gerichtsbarkeit von Richzemulenheims Eigentum im Dorf.
Hermülheim zählte ebenso wie Köln zum Deutschherrenhaus Koblenz. Durch die neuen Grundherren erhielt der Ort die Bezeichnung Herrenmülheim, später Hermülheim.
Die Burg und ihre Nebengebäude wurden mehrfach zerstört und wieder aufgebaut.
Nach einem Überfall bergischer Truppen 1416 (zur Zeit der Regentschaft von Herzog Adolf) wurde die Burg beschädigt. 1447 wurde das Wohnhaus nach einem Brand wiederhergestellt. Um 1498 brannten die Scheune und das Haus erneut.
Zeitweilig muss der Turm der Burg mit sieben Geschossen als Getreidespeicher gedient haben.
Unter dem letzten zeitweilig hier residierenden Ordenskomtur Ignaz Felix von Roll, einem Vertrauten des Ordensmeisters Clemens August, der häufig im nahen Brühler Schloss residierte, wurde das Gebäude nach 1762 in ein dreigeschossiges Herrenhaus umgebaut, um den Komturen der Ordens-Ballei Koblenz als Sommerresidenz zu dienen.
1802 übernahm im Rahmen der Säkularisation die französische Domänen-Verwaltung die Burg als ehemals geistlichen Besitz. Der französische Senat verwandte den Hermülheimer Burghof zur Belohnung für besondere Verdienste von Angehörigen der Ehrenlegion. Um 1810 gelangte so Marschall Louis-Alexandre Berthier, der Fürst von Wagram, in den Besitz der Burg, von dem sie 1818 Johann Phillipp Heimann aus Köln kaufte, der sie vier Jahre später 1822 an Josef Honnecker verkaufte. Honnecker verkaufte sie 1834 an Everhard von Groote, dessen Schwester die Burg Kendenich bewohnte.
Von Groote baute das Burghaus, das in den Koalitionskriegen wohl zerstört worden war, wieder auf, das dann bis 1959 bewohnt war.
Die Burg zerfiel nach dem Zweiten Weltkrieg und wurde 1955 von der Familie von Groote gegen Ländereien der Güter Bell/Horbell, gelegen zwischen Sielsdorf und Marsdorf, aus dem Besitz der Gemeinde Hürth getauscht.
1964 wurde der Burghof durch die Gemeinde Hürth abgerissen. Der Abriss der Burg erfolgte durch einen kontrollierten Brand. Feuerwehrleute hatten zuvor in der Burg Heuballen verteilt und dann in Brand gesteckt. Erhalten blieb der heute unter Denkmalschutz stehende Torbogen.

## Anlage
Eine ideale Voraussetzung für die Anlage einer Wasserburg war höchstwahrscheinlich ein nördlich der noch vorhandenen Burginsel gelegenes Sumpfgelände oder Weiher sowie das Baumaterial der verfallenen römischen Bauwerke und Wasserleitungen.
Der ursprüngliche Bau war eine stattliche Ritterburg, die, ebenso wie die nachfolgenden Burgbauten, von einem breiten Wassergraben umgeben war. Bei der Burg befanden sich weitläufige Wirtschaftsgebäude, um den bis 1659 zusammengetragenen Grundbesitz in der Gemarkung Hermülheim von 583 Morgen Land, 180 Morgen Busch und weitere 33 Morgen Wiesen bei Balkhausen, Lindlar und Türnich zu verwalten. Im Jahre 1664 wurde die Burg in einem Güterverzeichnis als „uhraltes ritterliches Ordenshaus und Burgh“ bezeichnet.

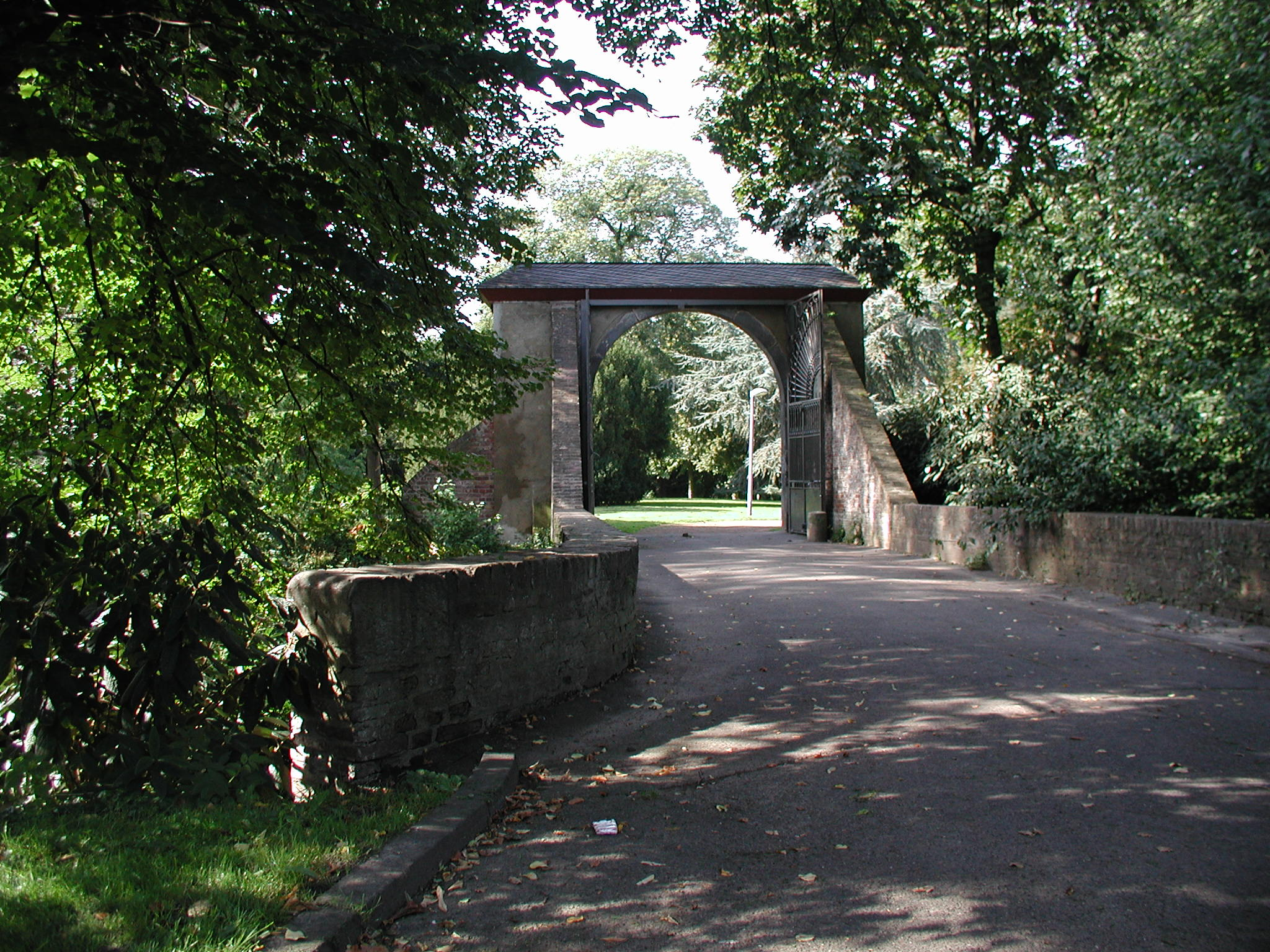
zum Burggelände (Denkmalschutz)
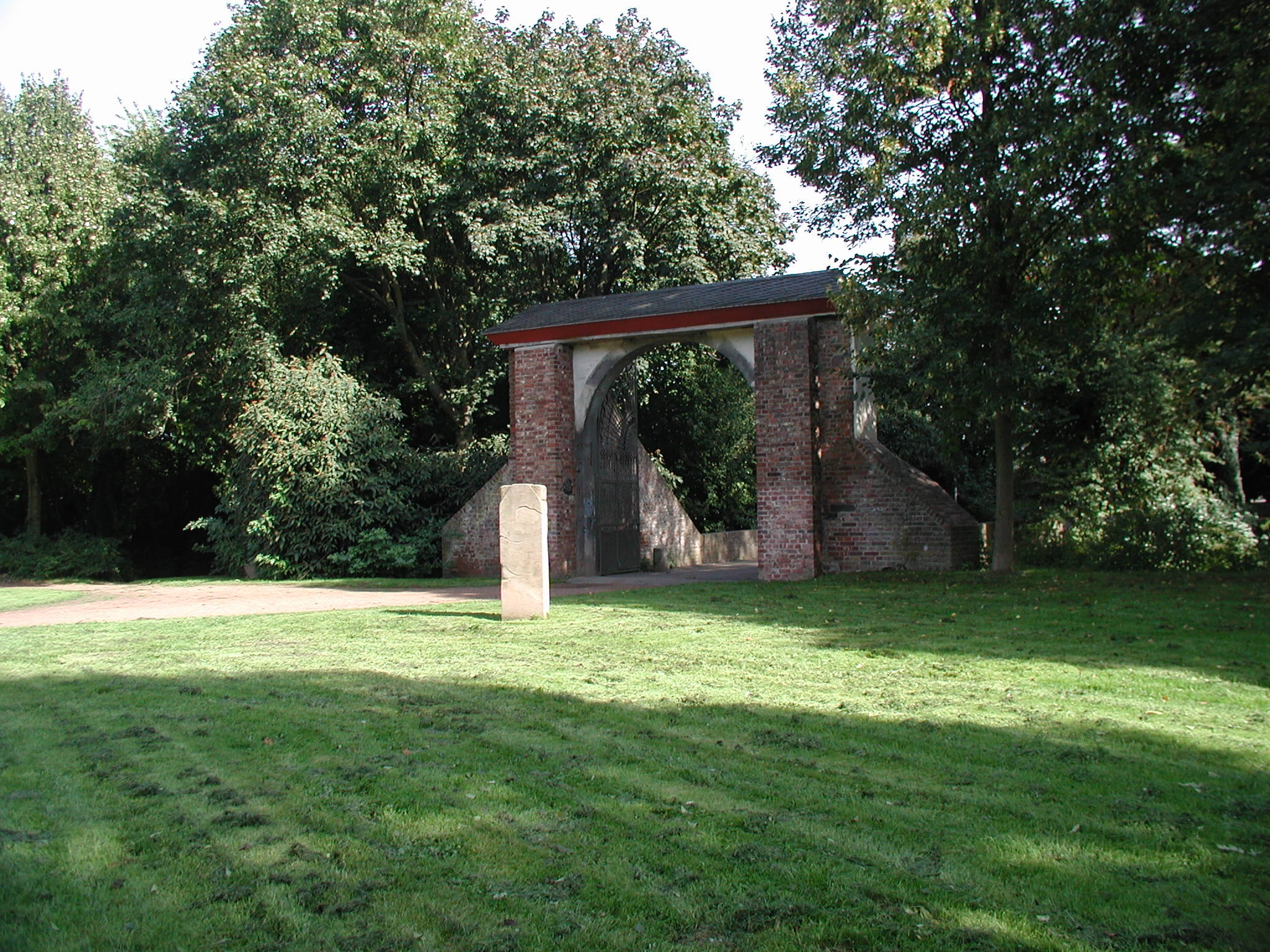
Hermülheim Burgpark, erhaltener Torbogen (Rückseite)
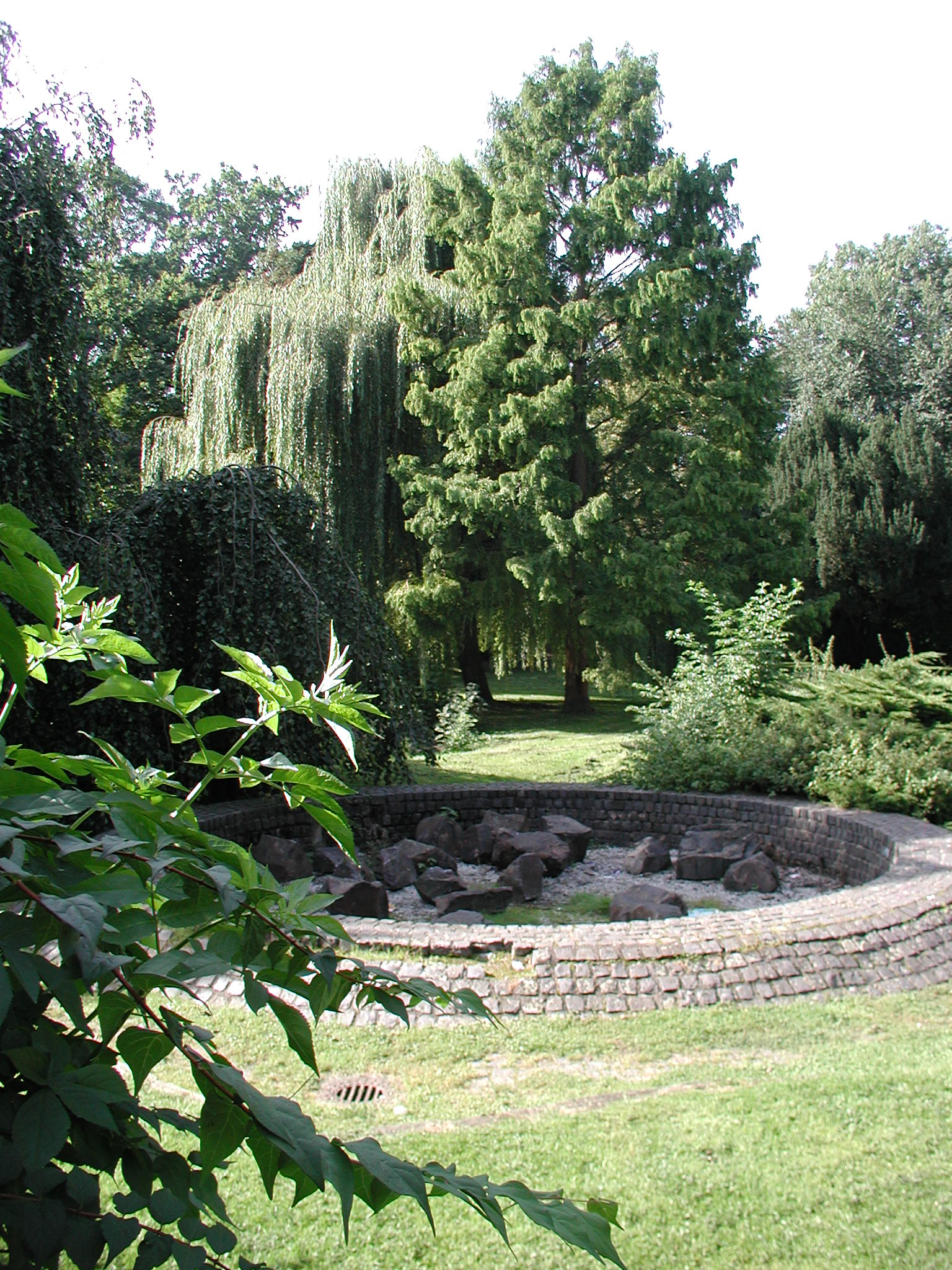
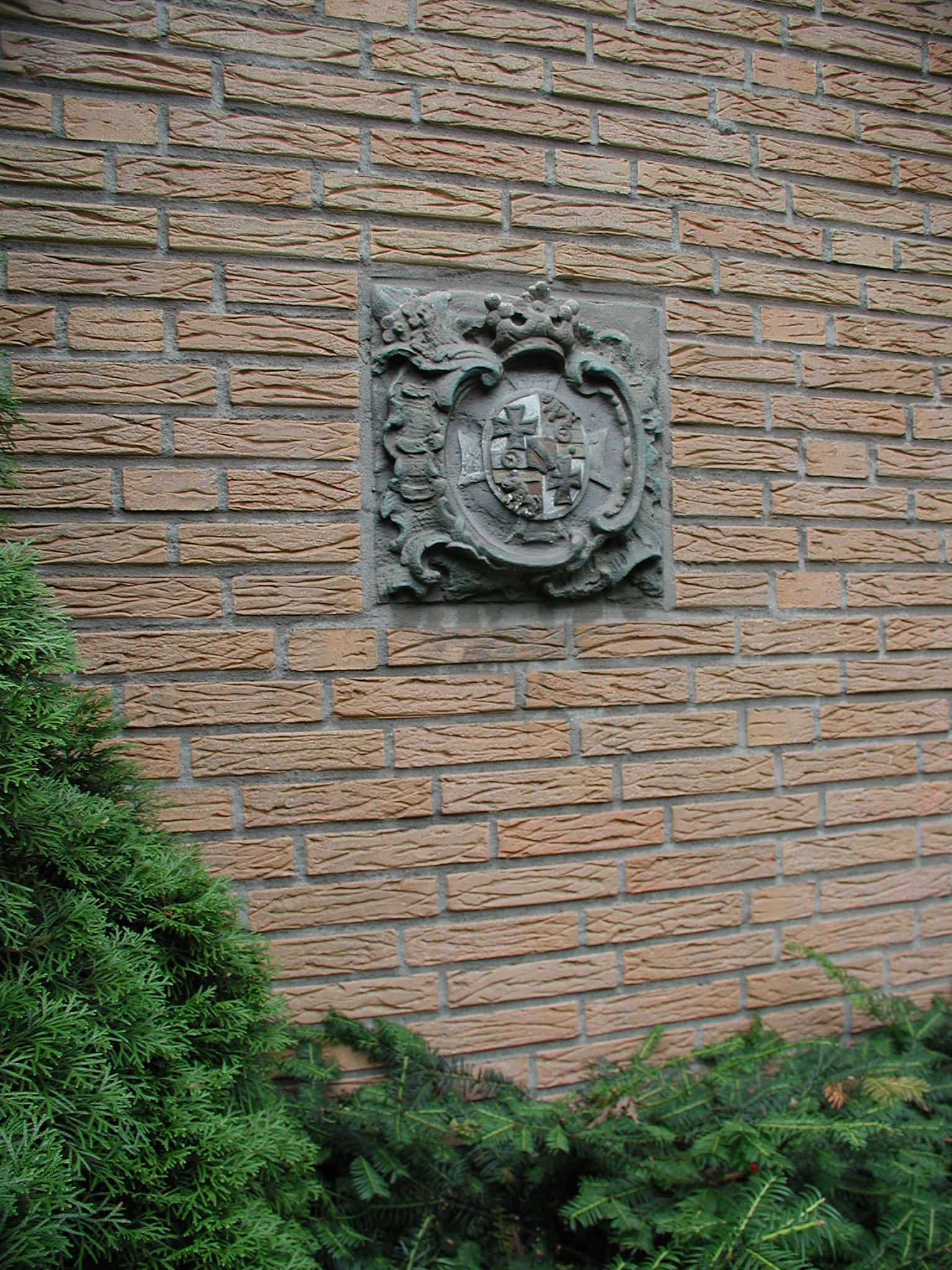
Wappenstein des Ordens (um 1760), heute am Pfarrhaus